# Klaus Bachlechner
Klaus Bachlechner (Brunico, 27 dicembre 1952) è un ex calciatore italiano, di ruolo stopper o difensore centrale.

## Biografia
Anche il figlio Thomas è stato un calciatore professionista.

## Carriera

### Giocatore

Bachlechner al Bologna nella stagione 1980-1981

Cresciuto nel settore giovanile del Verona, fece le sue prime apparizioni in campo con il Pisa in Serie C, nella stagione 1971-1972, ove venne mandato in prestito per poi tornare in Veneto l'anno successivo. In due campionati in gialloblù ottenne 13 presenze totali in Serie A, senza mai segnare.
Nell'annata 1974-1975 arriva un'altra cessione in prestito, stavolta al Novara, dove segnando 2 reti in 36 presenze convince la società scaligera, nel frattempo risalita nella massima serie dopo un periodo in Serie B, a riprenderlo, stavolta per farlo giocare titolare.
A Verona disputa tre stagioni consecutive, tutte coronate con il raggiungimento della salvezza nonché della prima storica finale di Coppa Italia degli scaligeri, nell'edizione 1975-1976, per un totale di altre 85 presenze in massima serie. Nell'annata 1978-1979 viene quindi acquistato dal Bologna, dove gioca tre stagioni da titolare in difesa.
Nel 1981 passa invece all'Inter, con cui gioca altre 20 partite, vincendo la Coppa Italia 1981-1982. Ritorna a Bologna l'anno successivo, con la squadra appena retrocessa per la prima volta nella sua storia in Serie B; qui continua a giocare anche quando i felsinei cadono in Serie C1.
In carriera ha totalizzato complessivamente 204 presenze in Serie A, con all'attivo una rete – in occasione del successo interno del Bologna sulla Pistoiese del 19 ottobre 1980 –, e 71 presenze e 2 reti in Serie B.

### Dopo il ritiro
Ha svolto per 20 anni l'attività di commercialista a Brunico, sua città natale, per poi aprire una struttura alberghiera a Valdaora di Sopra (Oberolang); ha continuato altresì a occuparsi di calcio con mansioni dirigenziali.

## Statistiche

### Presenze e reti nei club
| Stagione        | Squadra         | Campionato      | Campionato | Campionato | Coppe nazionali | Coppe nazionali | Coppe nazionali | Coppe continentali | Coppe continentali | Coppe continentali | Altre coppe | Altre coppe | Altre coppe | Totale | Totale |
| Stagione        | Squadra         | Comp            | Pres       | Reti       | Comp            | Pres            | Reti            | Comp               | Pres               | Reti               | Comp        | Pres        | Reti        | Pres   | Reti   |
| --------------- | --------------- | --------------- | ---------- | ---------- | --------------- | --------------- | --------------- | ------------------ | ------------------ | ------------------ | ----------- | ----------- | ----------- | ------ | ------ |
| 1971-1972       | Pisa            | C               | 22         | 1          | -               | -               | -               | -                  | -                  | -                  | -           | -           | -           | 22     | 1      |
| 1972-1973       | Verona          | A               | 10         | 0          | CI              | -               | -               | CAI                | 4                  | 0                  | -           | -           | -           | 14     | 0      |
| 1973-1974       | Verona          | A               | 3          | 0          | CI              | -               | -               | -                  | -                  | -                  | -           | -           | -           | 3      | 0      |
| 1974-1975       | Novara          | B               | 36         | 2          | CI              | 3               | 0               | -                  | -                  | -                  | -           | -           | -           | 39     | 2      |
| 1975-1976       | Verona          | A               | 27         | 0          | CI              | 11              | 0               | -                  | -                  | -                  | -           | -           | -           | 38     | 0      |
| 1976-1977       | Verona          | A               | 30         | 0          | CI              | 4               | 0               | -                  | -                  | -                  | -           | -           | -           | 34     | 0      |
| 1977-1978       | Verona          | A               | 28         | 0          | CI              | 2               | 0               | -                  | -                  | -                  | -           | -           | -           | 30     | 0      |
| Totale Verona   | Totale Verona   | Totale Verona   | 98         | 0          |                 | 17              | 0               |                    | 4                  | 0                  |             | -           | -           | 119    | 0      |
| 1978-1979       | Bologna         | A               | 28         | 0          | CI              | 4               | 0               | -                  | -                  | -                  | -           | -           | -           | 32     | 0      |
| 1979-1980       | Bologna         | A               | 28         | 0          | CI              | 4               | 0               | -                  | -                  | -                  | -           | -           | -           | 32     | 0      |
| 1980-1981       | Bologna         | A               | 30         | 1          | CI              | 7               | 0               | -                  | -                  | -                  | -           | -           | -           | 37     | 1      |
| 1981-1982       | Inter           | A               | 20         | 0          | CI              | 7               | 0               | CU                 | 4                  | 0                  | -           | -           | -           | 31     | 0      |
| 1982-1983       | Bologna         | B               | 35         | 0          | CI              | 7               | 0               | -                  | -                  | -                  | -           | -           | -           | 42     | 0      |
| 1983-1984       | Bologna         | C1              | 2          | 0          | CI              | -               | -               | -                  | -                  | -                  | -           | -           | -           | 2      | 0      |
| Totale Bologna  | Totale Bologna  | Totale Bologna  | 123        | 1          |                 | 22              | 0               |                    | -                  | -                  |             | -           | -           | 145    | 1      |
| Totale carriera | Totale carriera | Totale carriera | 299        | 4          |                 | 49              | 0               |                    | 8                  | 0                  |             | -           | -           | 356    | 4      |

## Palmarès
- Coppa Italia: 1

Inter: 1981-1982